# Prosper de Lagrange
Pour les articles homonymes, voir Lagrange.
Prosper de La Grange dit Prosper de Lagrange, baron de La Grange, né le 3 octobre 1788 à Douai (Flandre française) et mort le 26 mai 1865 à Douai (Nord), est un militaire et homme politique français.

## Biographie
Entré à l'École polytechnique en 1804, il commence sa carrière d'officier d'artillerie à la bataille de Wagram et fait toutes les campagnes napoléoniennes. Il assiste aux adieux de l'Empereur, dans la cour du château de Fontainebleau, en 1814.
Directeur de la fonderie de Douai sous la Restauration, il est colonel du 13e régiment d'artillerie puis dans l'artillerie de la garde royale.
Il est élevé au grade d'officier de la Légion d'honneur par décret du 30 octobre 1829 et obtient le titre de baron, le même jour, par ordonnance royale du roi Charles X. 
Sous directeur de l'artillerie à Douai puis directeur à Lille et à Alger, il prend sa retraite en 1839 en tant que colonel.
Il est député du Nord de 1852 à 1857, siégeant dans la majorité soutenant le Second Empire.
Il est le père d'Alexis de La Grange et l'arrière grand-père d'Amaury de La Grange.

## Distinctions
- Officier de la Légion d'honneur par décret en date du 30 octobre 1829[3].

- Chevalier de l'Ordre royal de Saint-Louis.

## Sources
- « Prosper de Lagrange », dans Adolphe Robert et Gaston Cougny, Dictionnaire des parlementaires français, Edgar Bourloton, 1889-1891 [détail de l’édition]